# Saison 2015 de l'équipe cycliste T.Palm-Pôle Continental Wallon

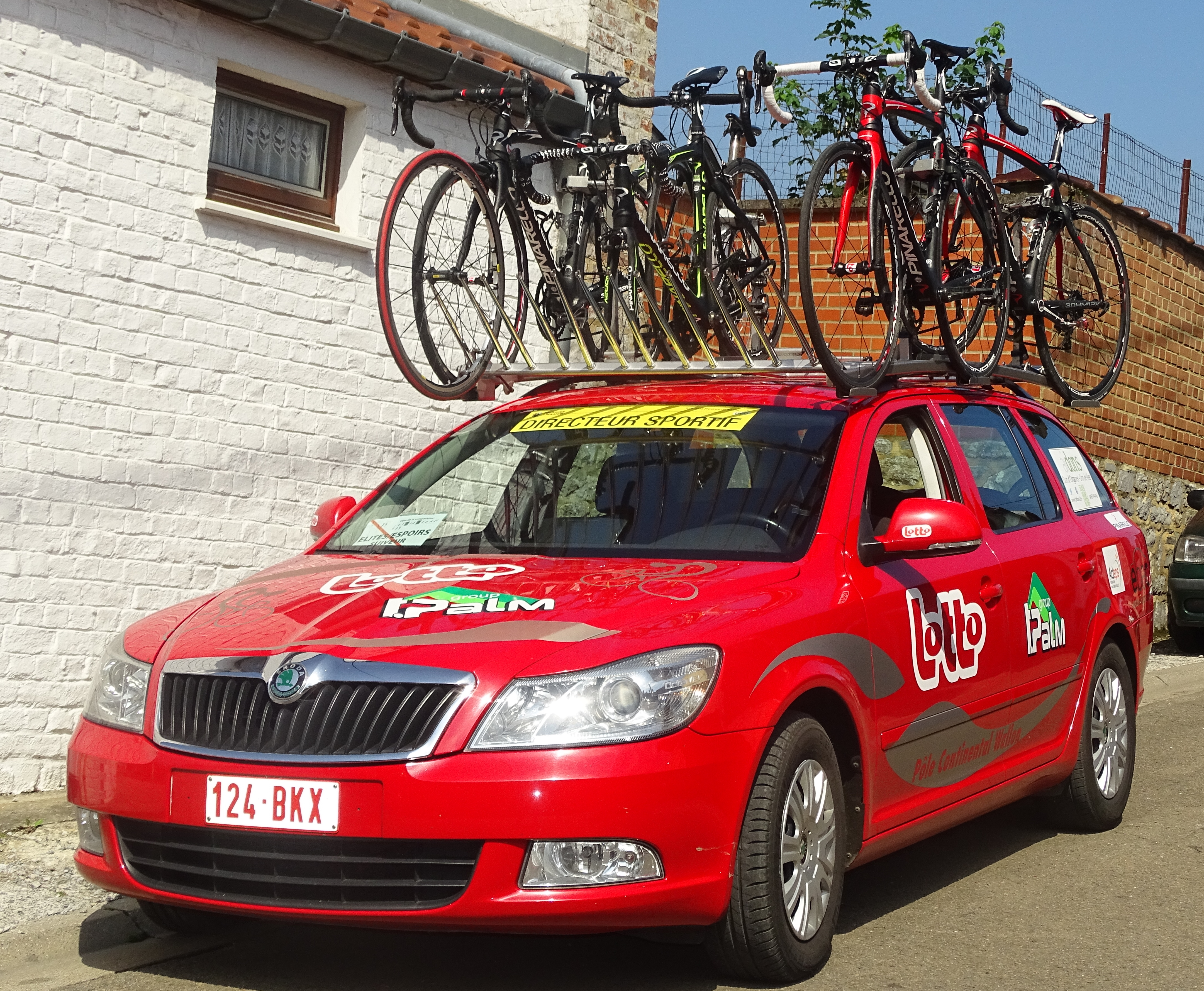
Une des voitures lors du départ de la 3e étape du Tour de la province de Namur 2015 à Florennes.

La saison 2015 de l'équipe cycliste T.Palm-Pôle Continental Wallon est la dixième de cette équipe.

## Préparation de la saison 2015

### Arrivées et départs
| Arrivées          | Équipe 2014                      |
| ----------------- | -------------------------------- |
| Gilles Billen     | VC Ardennes                      |
| Claudio Catania   | Bianchi-Lotto-Nieuwe Hoop Tielen |
| Louis Convens     | Verandas Willems                 |
| Guillaume Delvaux | VC Ardennes                      |
| Bastien Kroonen   | VC Ardennes                      |
| Nicolas Mertz     | Verandas Willems                 |

| Départs            | Équipe 2015        |
| ------------------ | ------------------ |
| Julien Dechesne    | Ottignies-Perwez   |
| Axel Gremelpont    | Van Der Vurst-Hiko |
| Hendrik Pineda     |                    |
| Sébastien Sciascia |                    |
| Glenn Van De Maele | Colba-Superano Ham |
| Tom Vessey         | Retraite           |

### Objectifs
L'objectif de T.Palm-Pôle Continental Wallon est de « permettre à ses jeunes talents de s’aguerrir et de rejoindre le cyclisme professionnel ». Créée en 2006, elle est la première équipe continentale à avoir été mise sur pied en Wallonie.

## Coureurs et encadrement technique

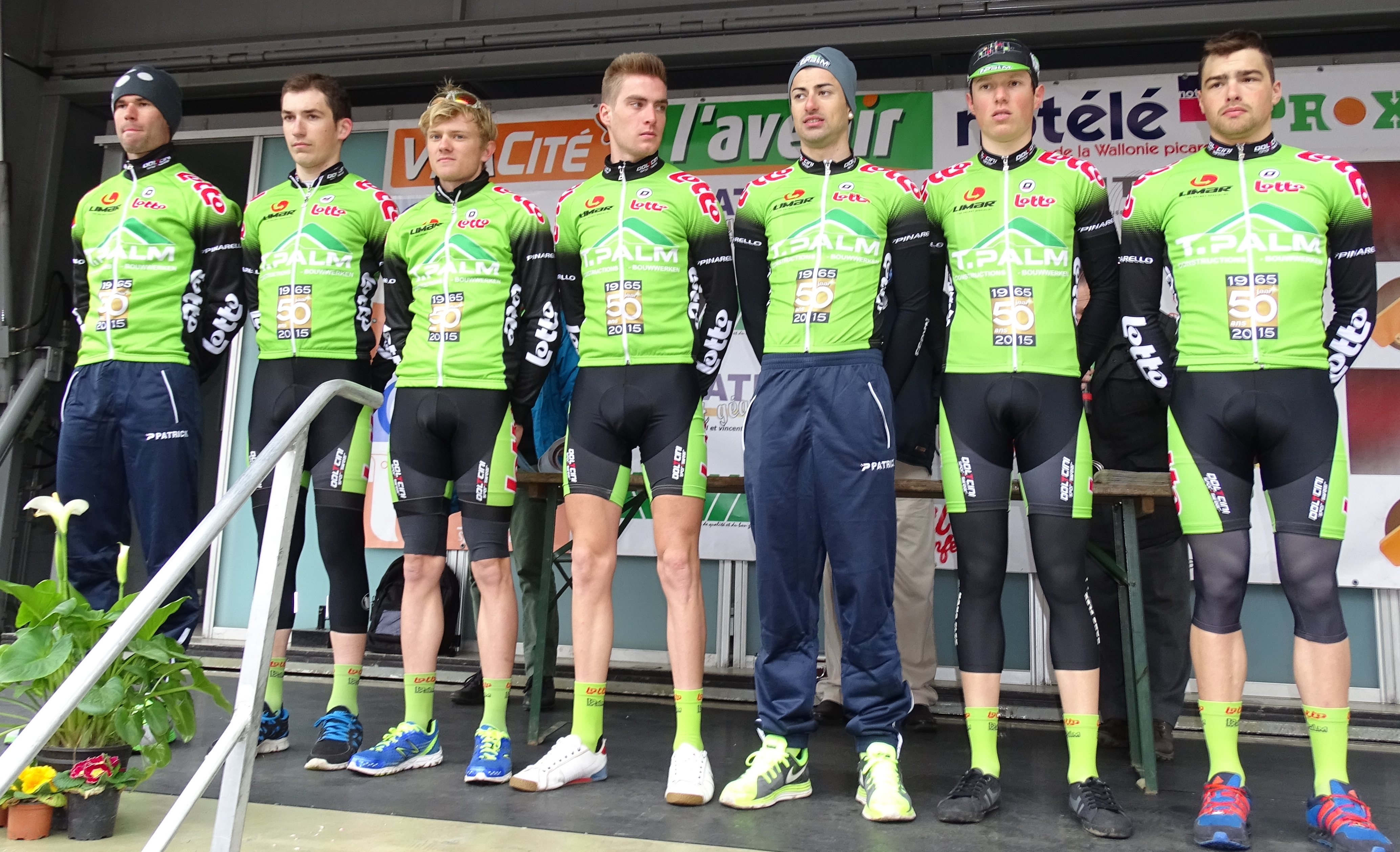
L'équipe lors du Triptyque des Monts et Châteaux 2015.

### Effectif

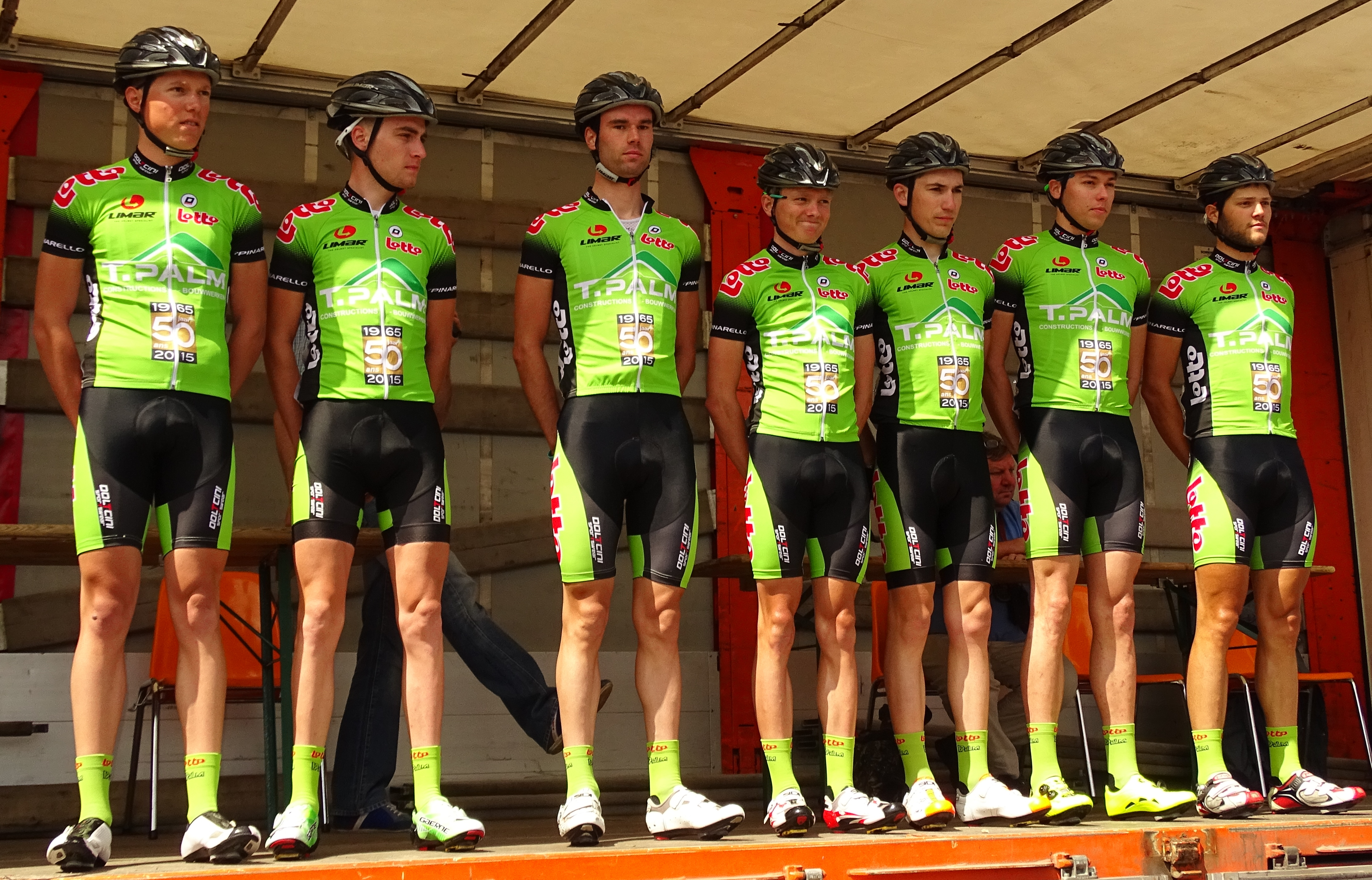
Alexandre Seny, Jonathan Baratto, Ian Vansumere, Thomas Armstrong, Maxime Vekeman, Jeff Peelaers et Guillaume Haag lors du Mémorial Philippe Van Coningsloo 2015.

Dix-huit coureurs constituent l'effectif 2015 de l'équipe auxquels s'ajoutent deux stagiaires à partir du mois d'août. Jonathan Baratto décède le vendredi 12 juin 2015, percuté par une voiture alors qu'il s'entraînait et devait participer deux jours plus tard au Tour du Limbourg.
| Cycliste            | Date de naissance | Nationalité | Équipe 2014                         |  |
| ------------------- | ----------------- | ----------- | ----------------------------------- |  |
| Thomas Armstrong    | 27 août 1994      | Royaume-Uni | T.Palm-Pôle Continental Wallon      |  |
| Jonathan Baratto    | 27 septembre 1991 | Belgique    | T.Palm-Pôle Continental Wallon      |  |
| Boris Beelen        | 18 février 1993   | Belgique    | T.Palm-Pôle Continental Wallon      |  |
| Gilles Billen       | 10 avril 1996     | Belgique    | VC Ardennes                         |  |
| Sébastien Carabin   | 28 mars 1989      | Belgique    | T.Palm-Pôle Continental Wallon      |  |
| Claudio Catania     | 4 mai 1992        | Italie      | Bianchi-Lotto-Nieuwe Hoop Tielen    |  |
| Louis Convens       | 5 décembre 1993   | Belgique    | Verandas Willems                    |  |
| Guillaume Delvaux   | 20 juin 1996      | Belgique    | VC Ardennes                         |  |
| Antoine Didier      | 31 mars 1992      | Belgique    |                                     |  |
| Guillaume Haag      | 9 novembre 1989   | Belgique    | T.Palm-Pôle Continental Wallon      |  |
| Bastien Kroonen     | 5 décembre 1996   | Belgique    | VC Ardennes                         |  |
| Nicolas Mertz       | 30 juillet 1993   | Belgique    | Verandas Willems                    |  |
| Jeff Peelaers       | 30 septembre 1992 | Belgique    | T.Palm-Pôle Continental Wallon      |  |
| Rudy Rouet          | 5 janvier 1985    | Belgique    | T.Palm-Pôle Continental Wallon      |  |
| Alexandre Seny      | 22 juin 1994      | Belgique    | T.Palm-Pôle Continental Wallon      |  |
| Ian Vansumere       | 14 juin 1990      | Belgique    | T.Palm-Pôle Continental Wallon      |  |
| Maxime Vekeman      | 14 septembre 1993 | Belgique    | T.Palm-Pôle Continental Wallon      |  |
| Andrew Ydens        | 23 août 1989      | Belgique    | T.Palm-Pôle Continental Wallon      |  |
| Stagiaire           | Date de naissance | Nationalité | Équipe 2015                         |  |
| Matthias Houlmont   | 11 juin 1996      | Belgique    | Verandas Willems-Crabbé-CC Chevigny |  |
| Thibault Parmentier | 24 août 1995      | Belgique    | Verandas Willems-Crabbé-CC Chevigny |  |

Portraits
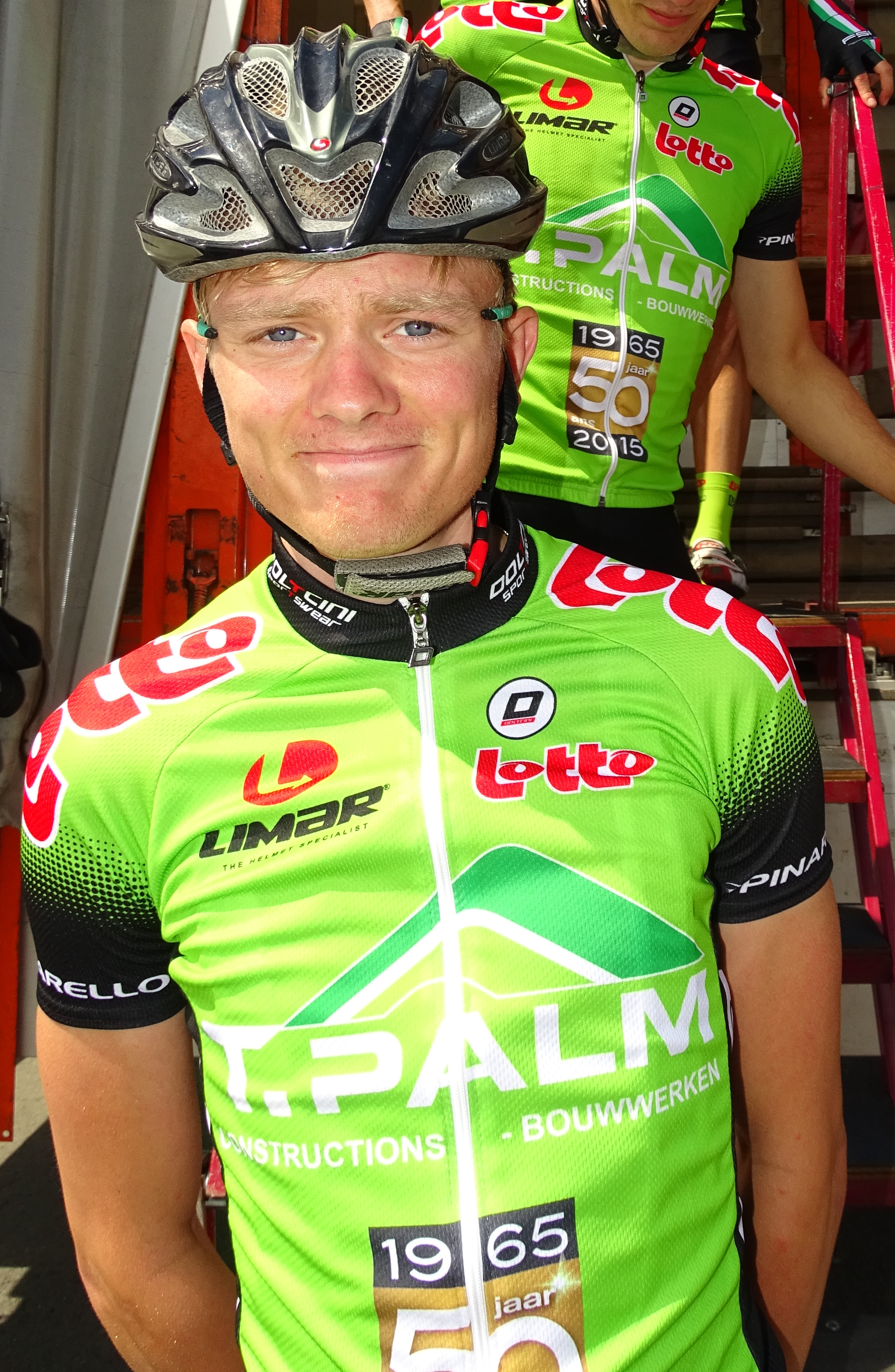
Thomas Armstrong.
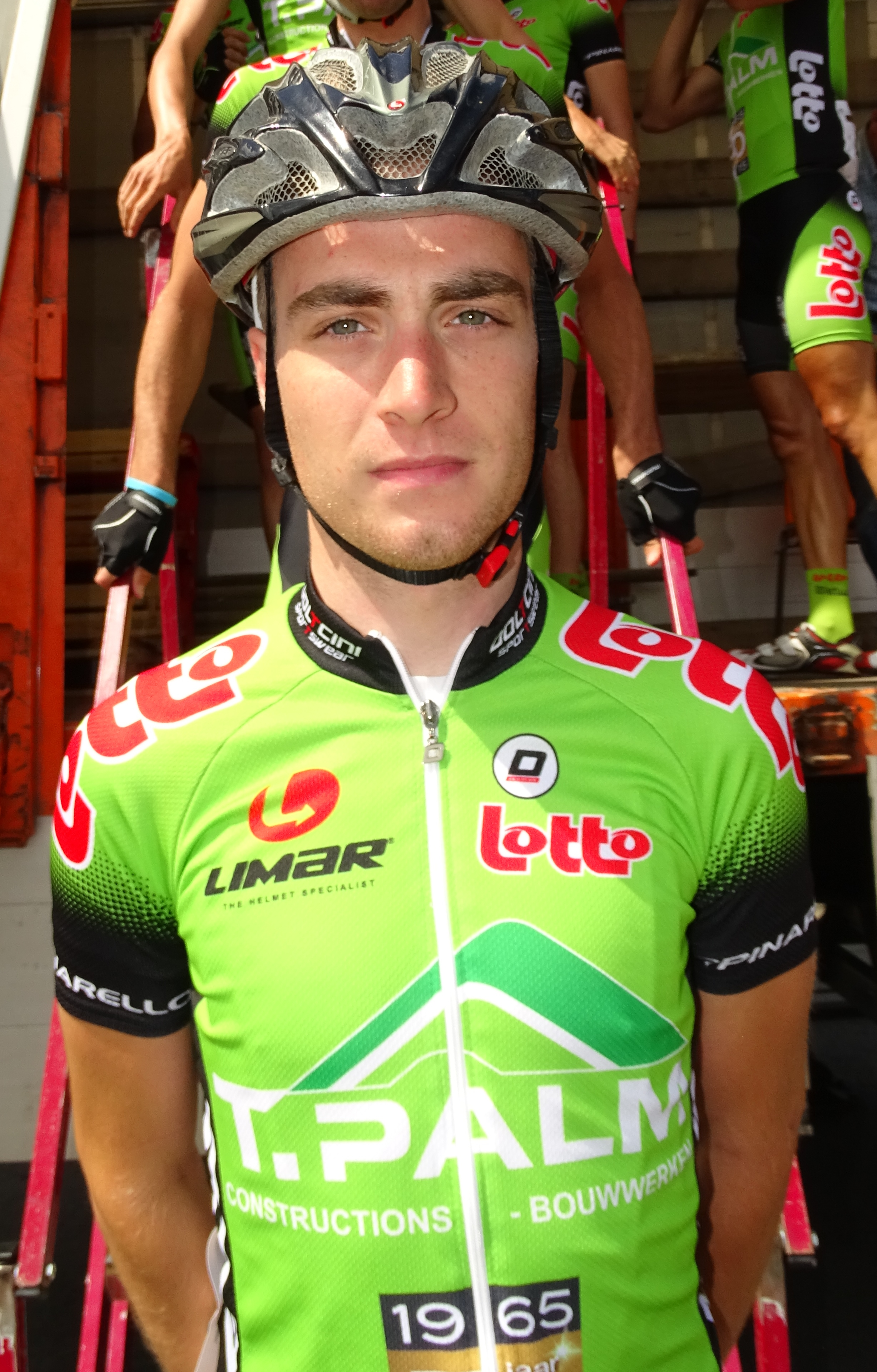
Jonathan Baratto.
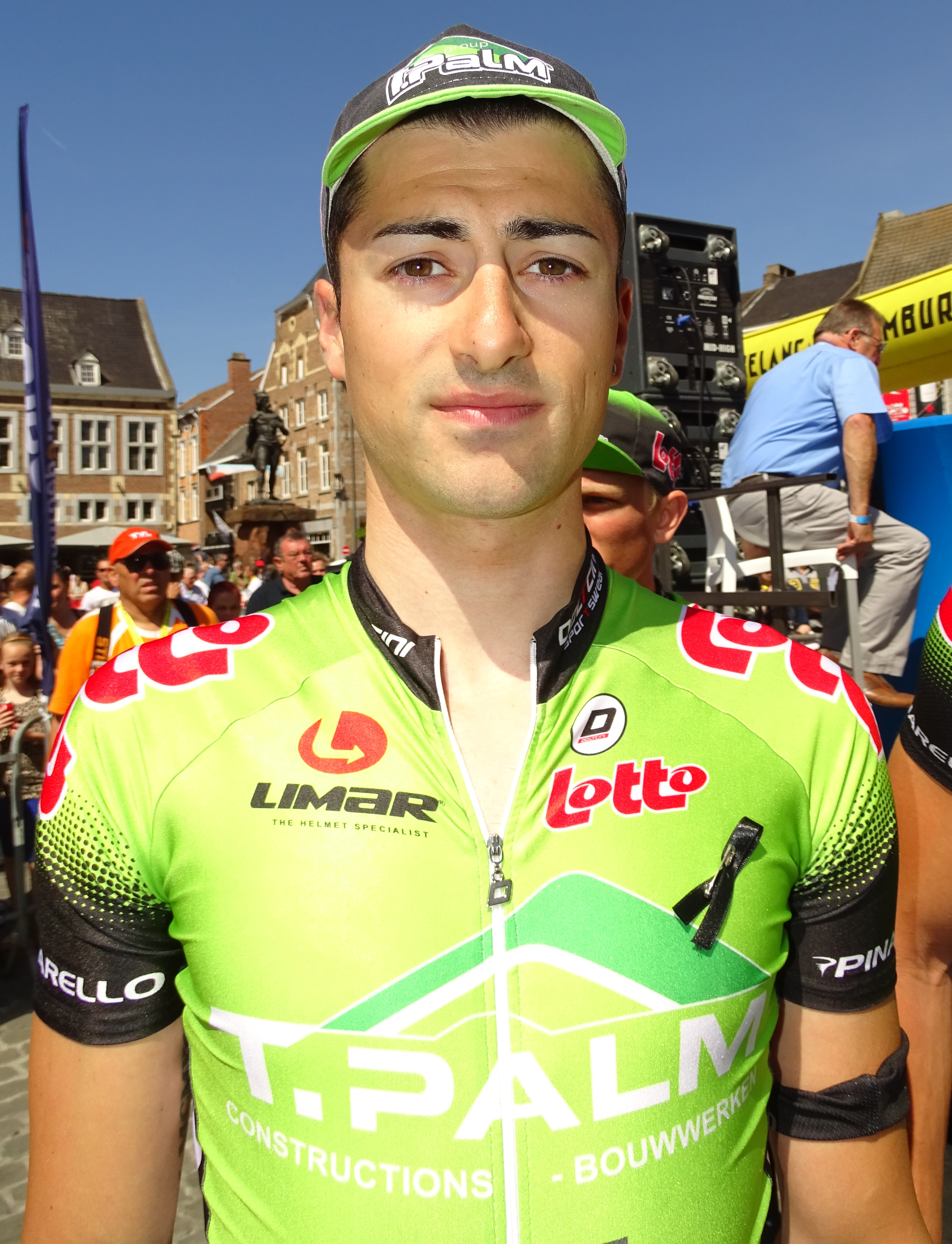
Claudio Catania.
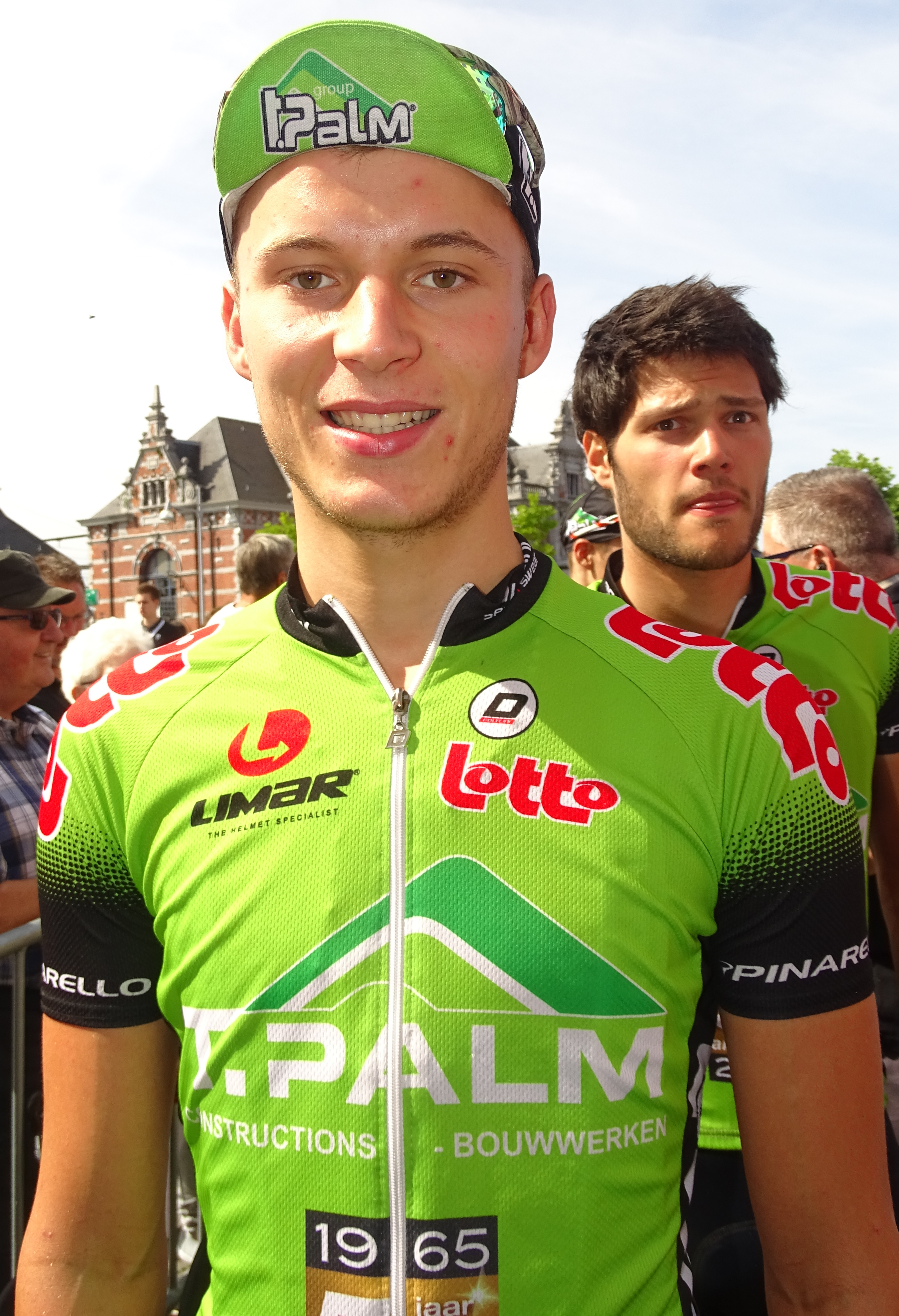
Guillaume Delvaux.
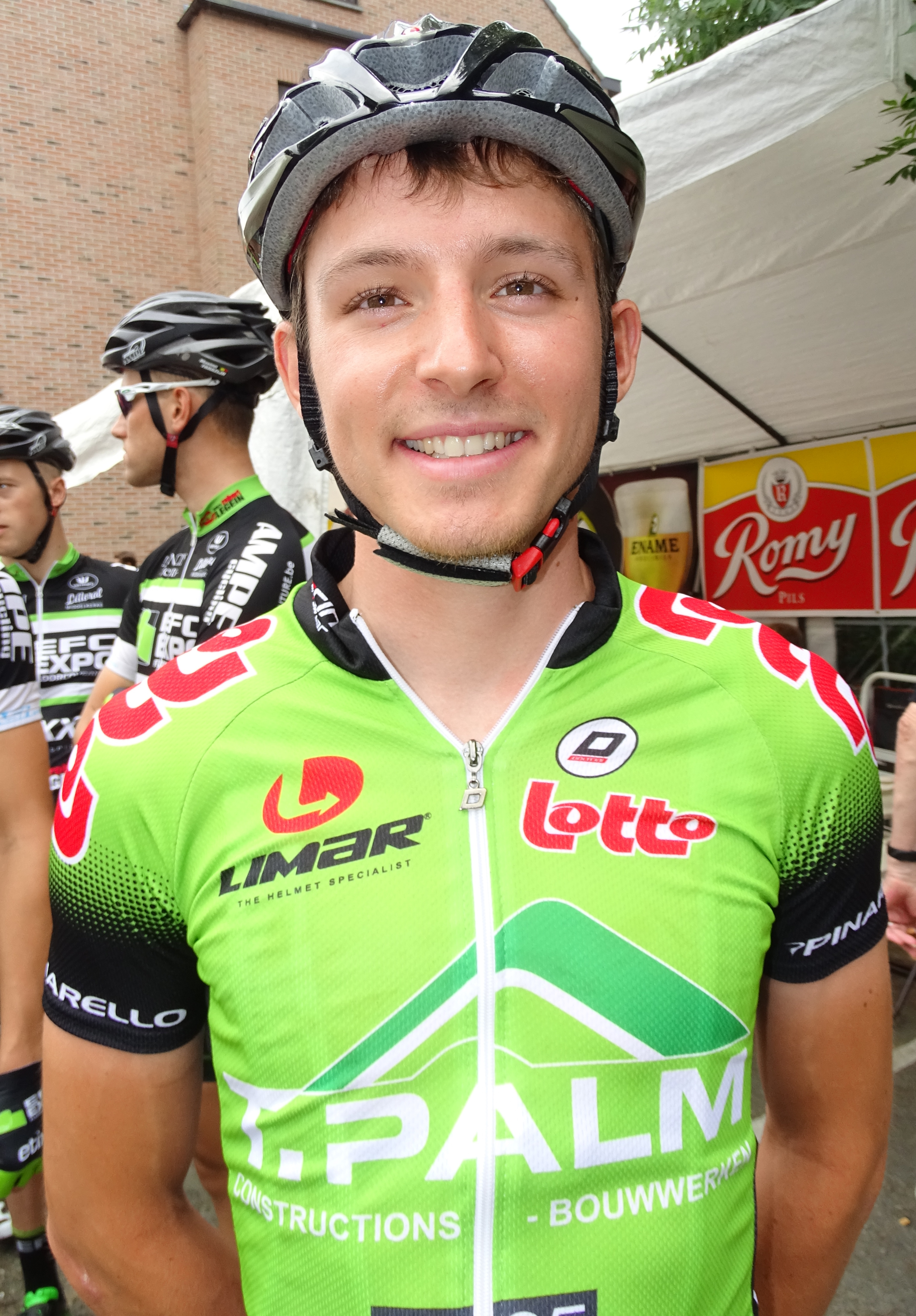
Antoine Didier.
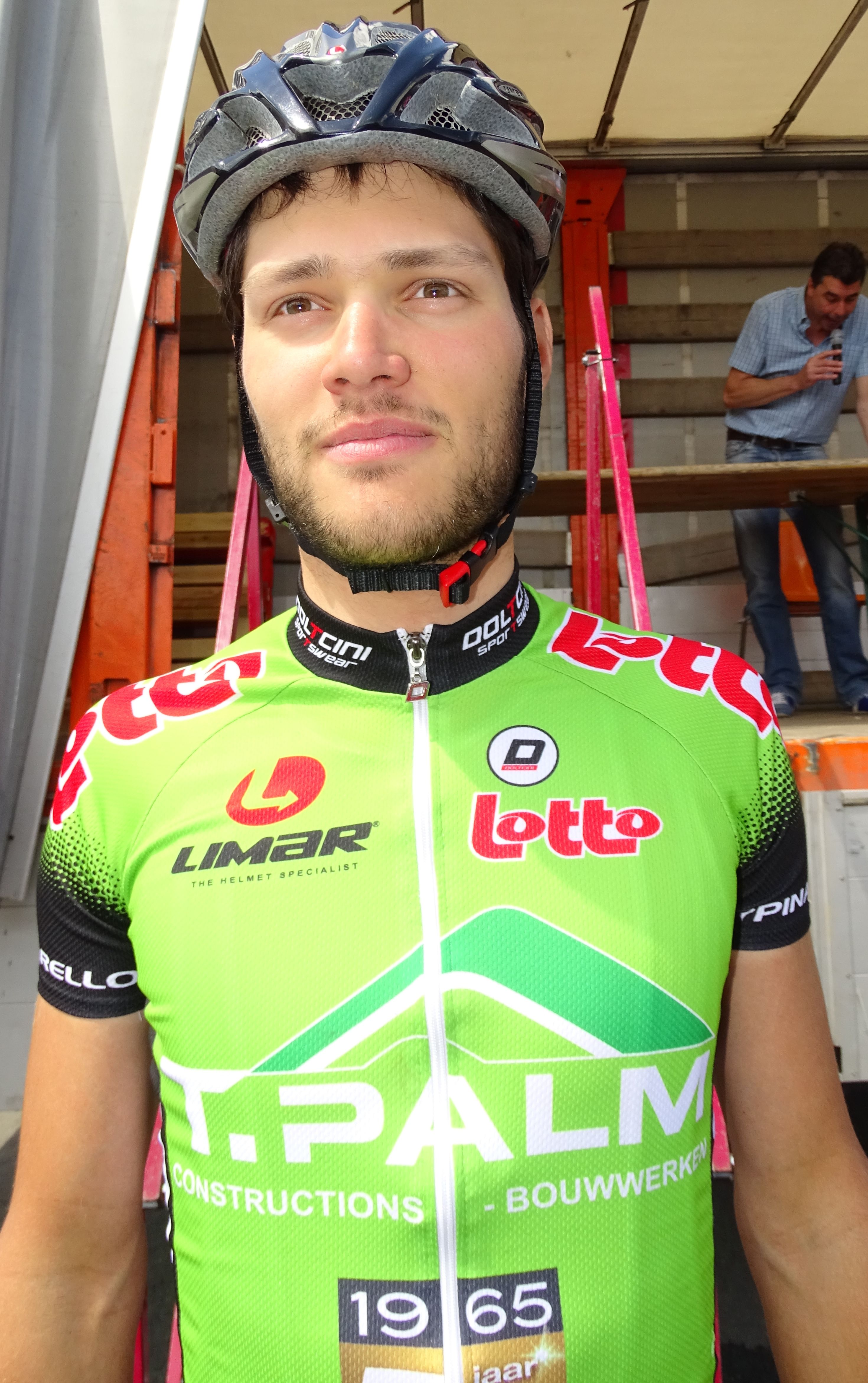
Guillaume Haag.
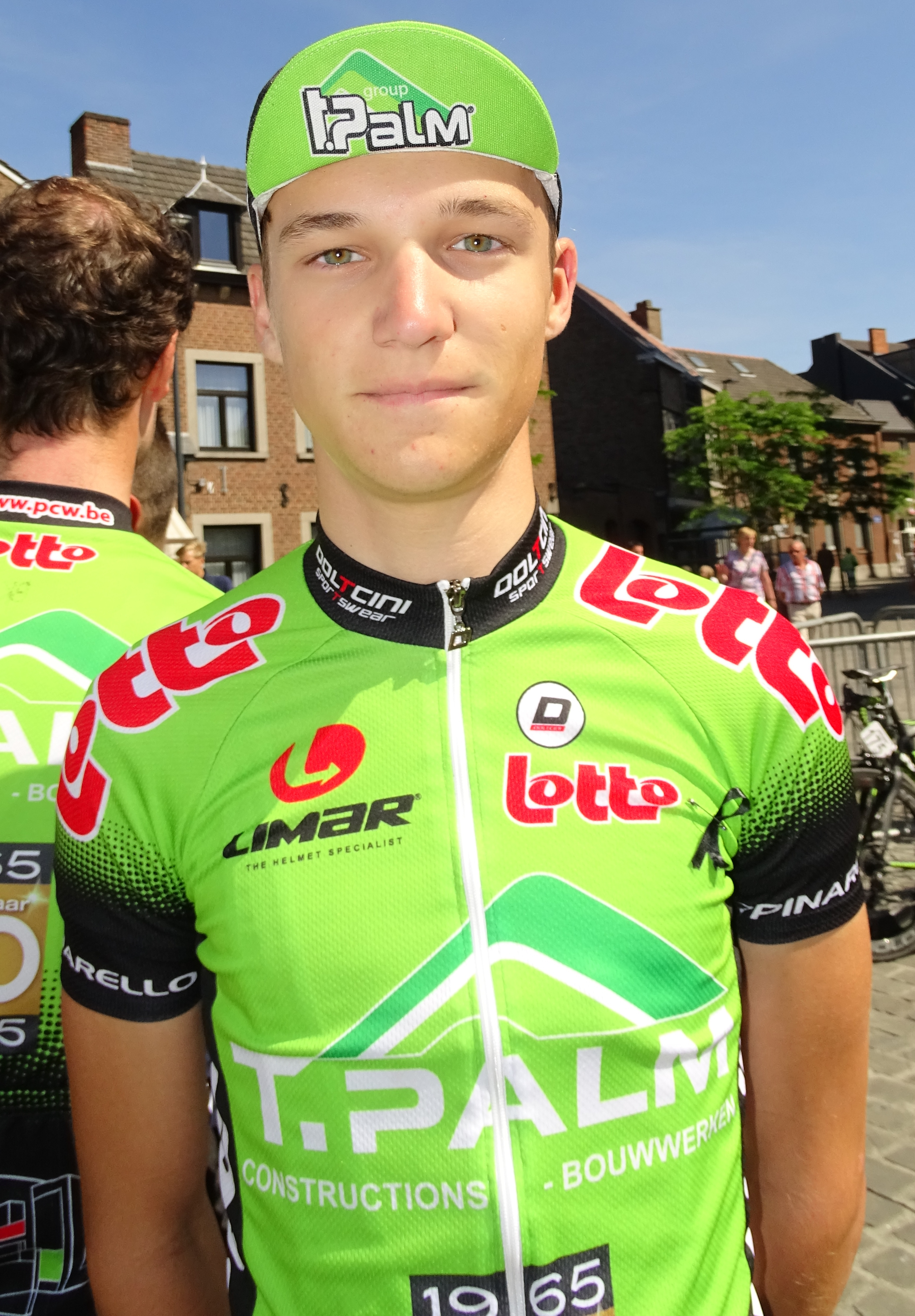
Bastien Kroonen.
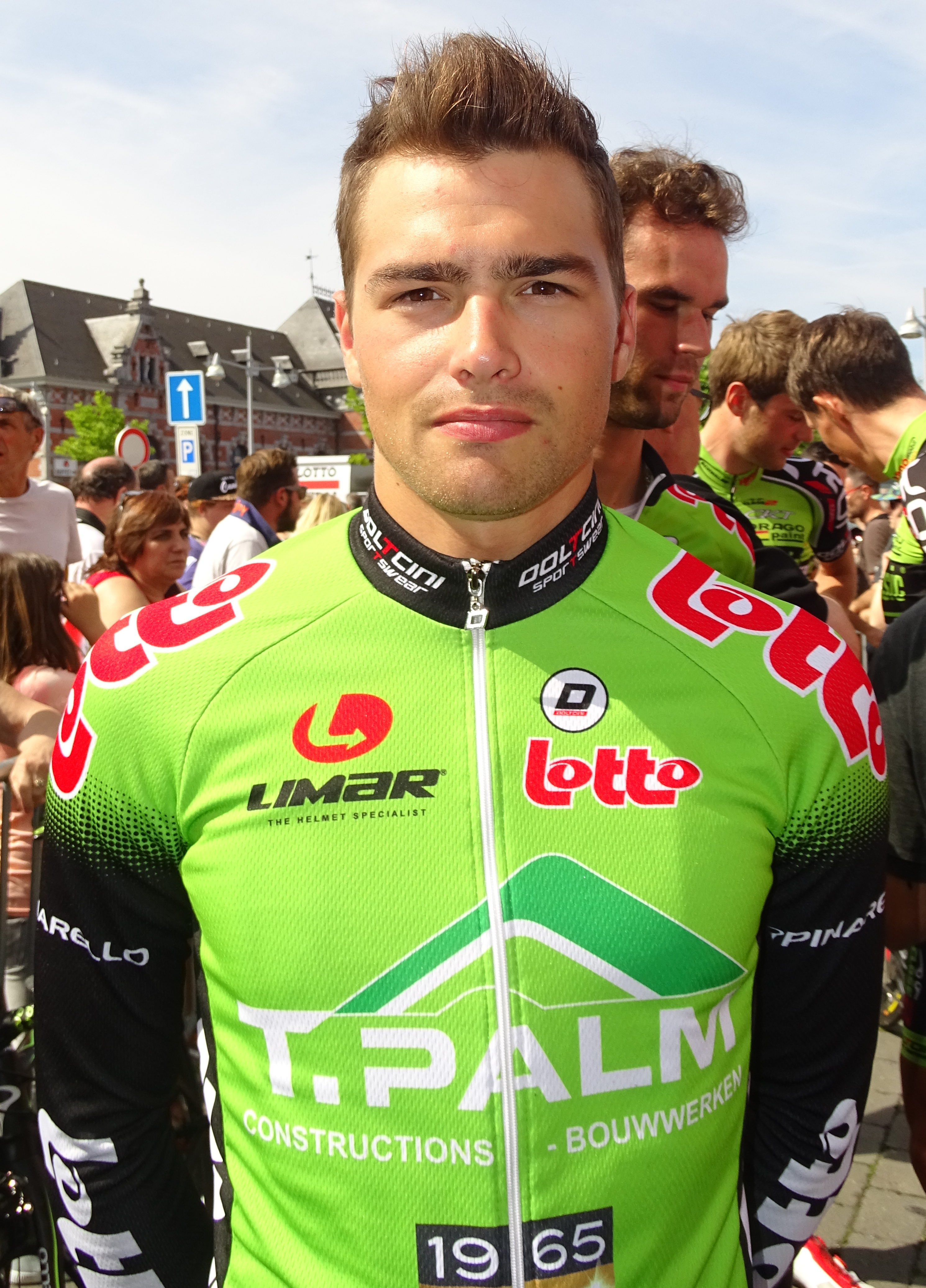
Nicolas Mertz.
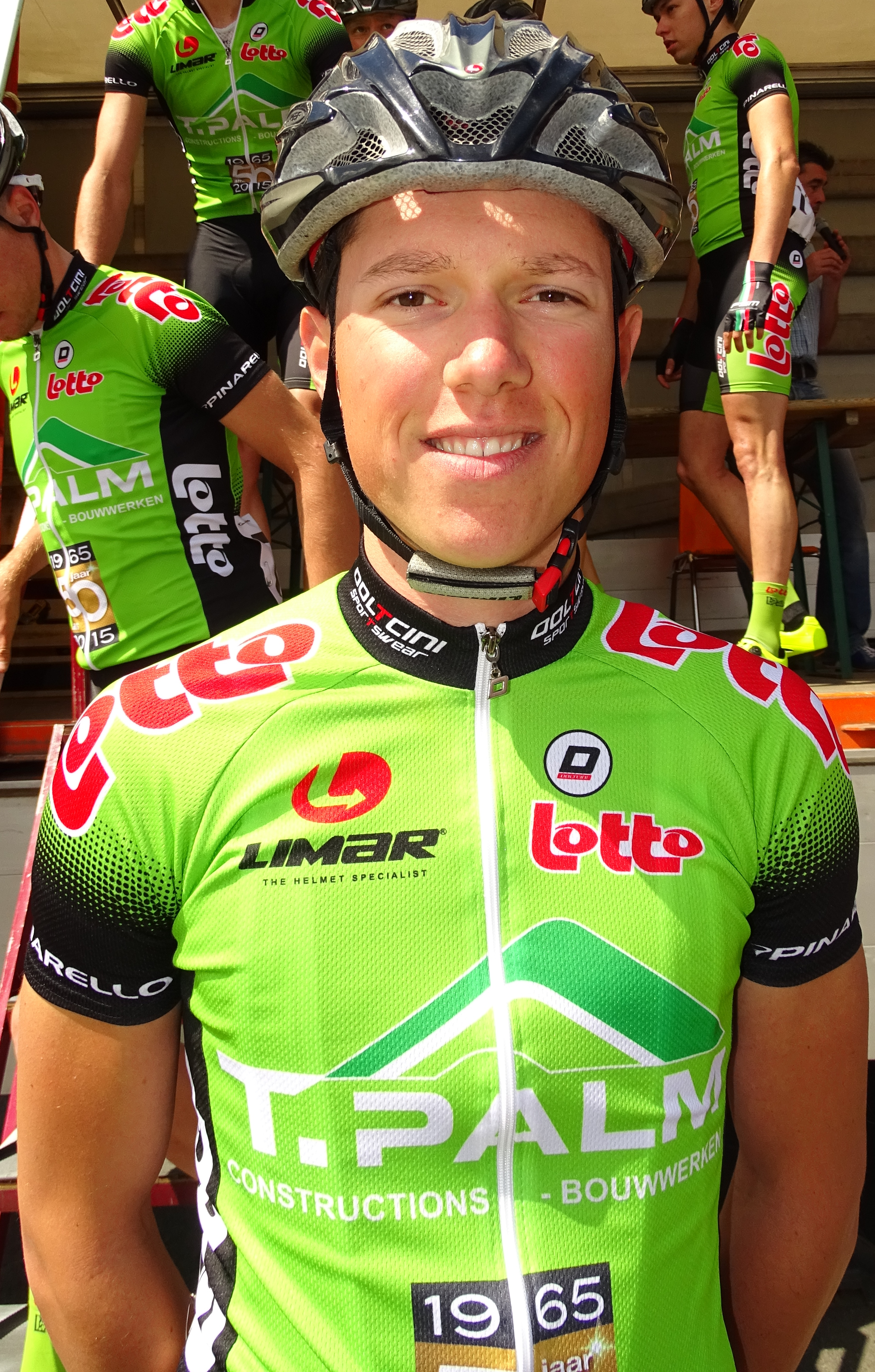
Alexandre Seny.
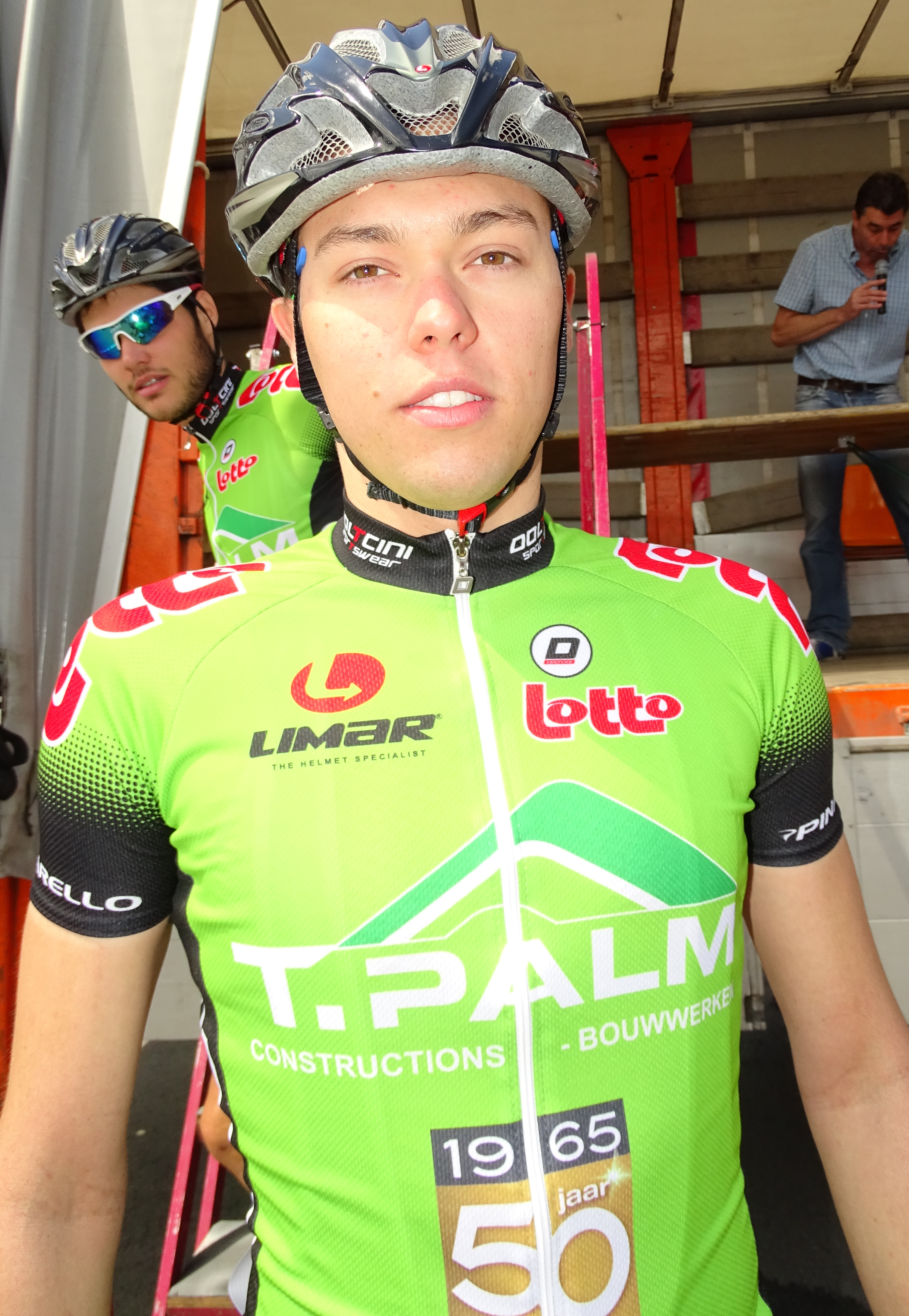
Jeff Peelaers.
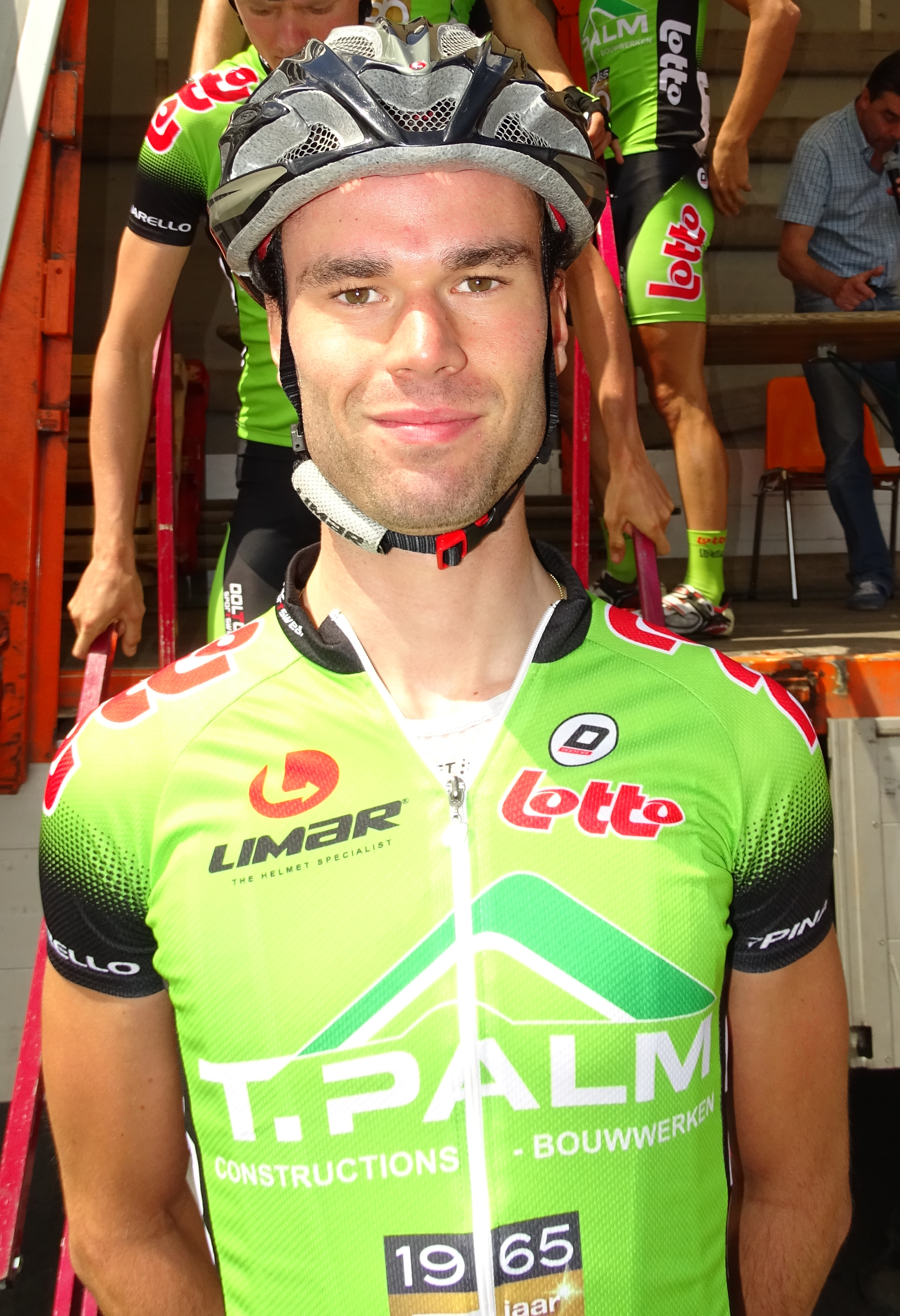
Ian Vansumere.
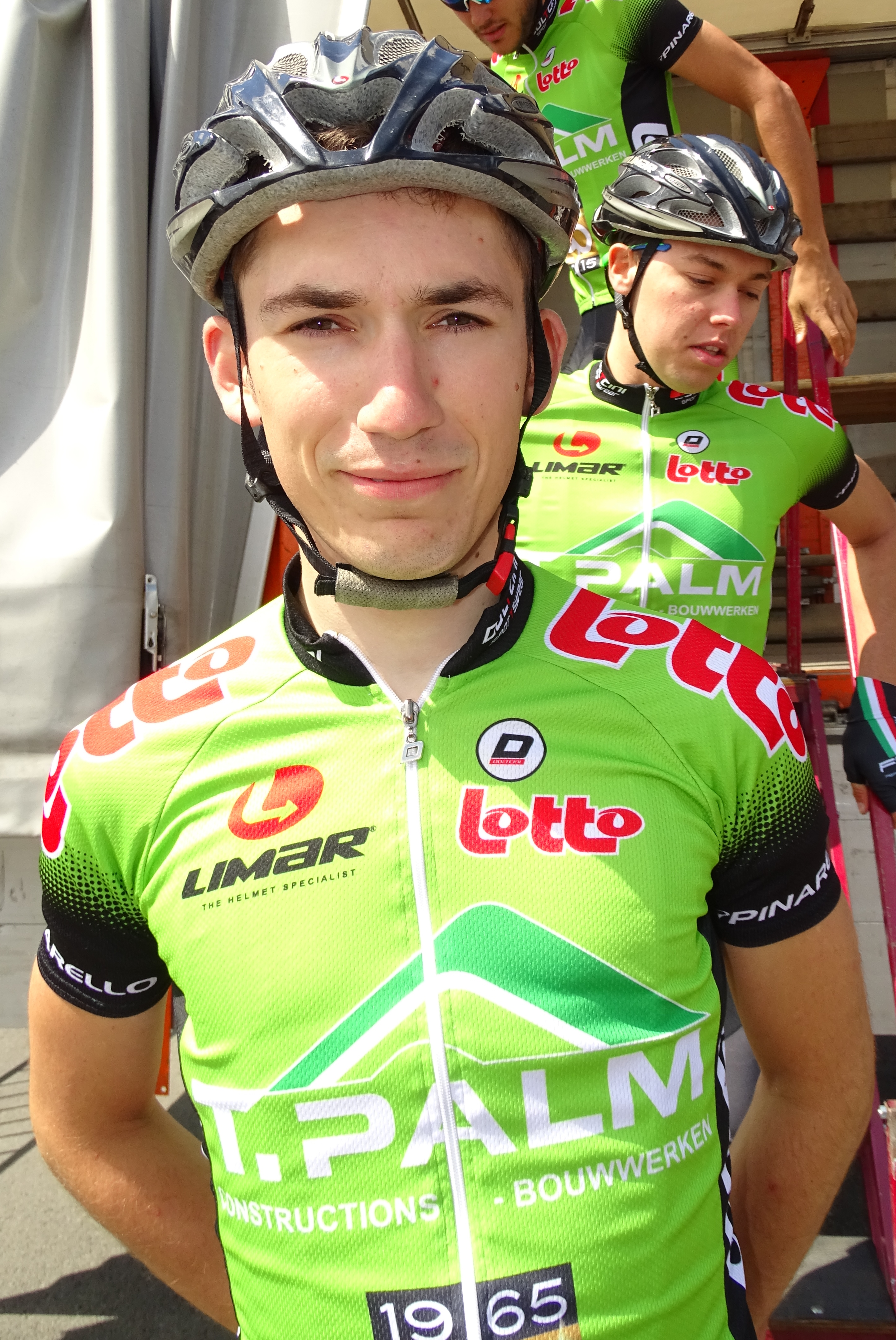
Maxime Vekeman.

### Encadrement
Pascal Pieteraerens est le directeur sportif de l'équipe depuis sa création en 2006. Claire Lesceux y est assistante et soigneuse.

## Bilan de la saison

### Victoires
| Date | Course | Pays | Classe | Vainqueur |
| ---- | ------ | ---- | ------ | --------- |